# Madame Web
Madame Web ist ein US-amerikanischer Science-Fiction-Film von S. J. Clarkson, der am 14. Februar 2024 in die Kinos kam. Der Film stellt den vierten Spielfilm innerhalb von Sony’s Spider-Man Universe dar. Dakota Johnson spielt die titelgebende Rolle der Madame Web.

## Handlung
1973 sucht ein Forscherteam unter der Leitung von Constance Webb und Ezekiel Sims im Dschungel Perus nach einer noch unerforschten Spinnenart mit angeblich seltenen Heilkräften. Als Constance tatsächlich ein Exemplar der Spinne findet, zeigt Ezekiel sein wahres Gesicht. Er will die Spinne für seine eigenen Zwecke nutzen, ermordet mehrere Teammitglieder und fügt auch Constance eine lebensgefährliche Schussverletzung zu. Ein indigener Stamm versucht, Constance durch den Biss einer Spinne zu retten, doch sie stirbt kurz nach der Geburt eines Mädchens, das sie Cassandra nennt.
Dreißig Jahre später lebt Cassandra, genannt „Cassie“, allein in Queens, New York, und arbeitet als Sanitäterin mit ihren Kollegen Benjamin „Ben“ Parker und O’Neil. Während Cassie daran arbeitet, einen Fahrer aus einem an einer Brücke hängenden Auto zu retten, fällt sie ins Wasser und erlebt eine Nahtoderfahrung. Ben belebt sie wieder. Bald fängt Cassie an, unter dem zu leiden, was sie zunächst als Déjà-vu abtut, wenn sie Ereignisse sieht, die noch nicht stattgefunden haben, doch langsam wird ihr klar, dass sie tatsächlich in die Zukunft blicken kann, nachdem es ihr nicht gelungen ist, O’Neils Tod bei der Arbeit zu verhindern. 
Inzwischen hat Ezekiel ebenfalls diese visionären Fähigkeiten entwickelt. Im Unterschied zu Cassie verfügt er jetzt aber auch über spinnenartige Kletterkünste und eine enorme Kampfkraft und kann seine Gegner und Opfer auch durch die Übertragung von Nervengift ausschalten. Er ist ebenfalls in New York und scheint über erhebliche finanzielle Mittel zu verfügen. Eine mit modernsten Computern ausgestattete Hackerin ist ausschließlich für ihn tätig und sammelt für ihn Informationen über drei junge Frauen: Julia Cornwall, Anya Corazon und Mattie Franklin. Seine Visionen lassen Ezekiel glauben, dass die drei dazu bestimmt sind, ihn zu töten. Auch Cassie fühlt sich zu denselben Frauen hingezogen und greift ein, um Ezekiel davon abzuhalten, sie an der Grand Central Station zu überfallen. Sie stiehlt ein Taxi und bringt Julia, Anya und Mattie aus der Stadt, um sie in einem nahegelegenen Wald zu verstecken. Cassie kehrt in ihre Wohnung zurück und findet im Nachlass ihrer verstorbenen Mutter Informationen über Ezekiels Identität und die Herkunft seiner Kräfte. 
Die Mädchen gehorchen Cassies Anweisungen nicht und gehen in ein Restaurant, wo Ezekiel sie findet, nachdem sie sich auffällig verhalten haben. Cassie kommt durch ihre Visionen zu dem Schluss, dass sie ihn körperlich nicht besiegen kann, und nutzt stattdessen das Taxi, um ihn zu rammen, bevor sie die Mädchen zurück nach Queens bringt und Ben überredet, die drei vorübergehend in der Wohnung seiner schwangeren Schwägerin aufzunehmen, die er gerade betreut. Nachdem die Gruppe in Sicherheit ist, fliegt Cassie nach Peru. 
Der Stammeshäuptling, der ihre Mutter einst rettete, scheint ihre Ankunft erwartet zu haben. Er unterzieht Cassie einem Ritual, das ihre Seele von ihrem Körper trennt. Dies ermöglicht es ihr, das „Netz des Lebens“ zu verstehen, eine Ebene höheren Bewusstseins, auf der alle Lebewesen miteinander verbunden sind und auf der jede mögliche Zukunft zu sehen ist. Sie erfährt außerdem, dass ihre hochschwangere Mutter die Dschungelexpedition nicht aus Streben nach wissenschaftlichem Ruhm unternahm, wie Cassie bisher immer geglaubt hat. In Wirklichkeit suchte ihre Mutter die Spinne, um damit ihr ungeborenes Kind vor einer tödlichen Erbkrankheit zu retten. Bei Bens schwangerer Schwägerin Mary kommt es zu den Wehen und er ist gezwungen, die Mädchen mit ins Krankenhaus zu nehmen. Ezekiel fängt sie erneut ab, aber Cassie kann die Mädchen in einem Krankenwagen retten und Ezekiel ablenken, damit Ben und Mary fliehen können. 
Die Gruppe lockt ihren Verfolger zu einer stillgelegten Feuerwerksfabrik und stellt Fallen auf, um ihn zu desorientieren, während Cassie über Funk einen Rettungshubschrauber anfordert. Ezekiel zerstört den Hubschrauber mit seinen Fähigkeiten und trennt die Mädchen, bevor er Cassie isoliert und diese mit dem Tod ihrer Mutter verspottet. Durch den Zugriff auf das Netz des Lebens ist Cassie in der Lage, Mattie, Anya und Julia zu lokalisieren und sie in Sicherheit zu bringen, bevor sie eine letzte Falle auslöst, wodurch Ezekiel stürzt und von einer großen Leuchtreklame tödlich zerquetscht wird, das enthüllt, dass sie und nicht die Mädchen dazu bestimmt war, ihn zu töten. Dabei trifft sie jedoch ein loser Feuerwerkskörper ins Gesicht. 
Cassie wird gerettet und in dasselbe Krankenhaus wie Ben und Mary gebracht, gerade als diese ihren Sohn Peter Parker zur Welt bringt. Cassie wacht auf und stellt fest, dass sie aufgrund ihrer Verletzungen jetzt sowohl blind als auch von der Hüfte abwärts gelähmt ist. Ihre Verbindung zum „Netz des Lebens“ bedeutet jedoch, dass sie jetzt vollständig in die Zukunft blicken kann, und sie versichert den Mädchen, dass sie sie zu gegebener Zeit in ihren zukünftigen Rollen betreuen wird.

## Produktion

### Stab und Besetzung

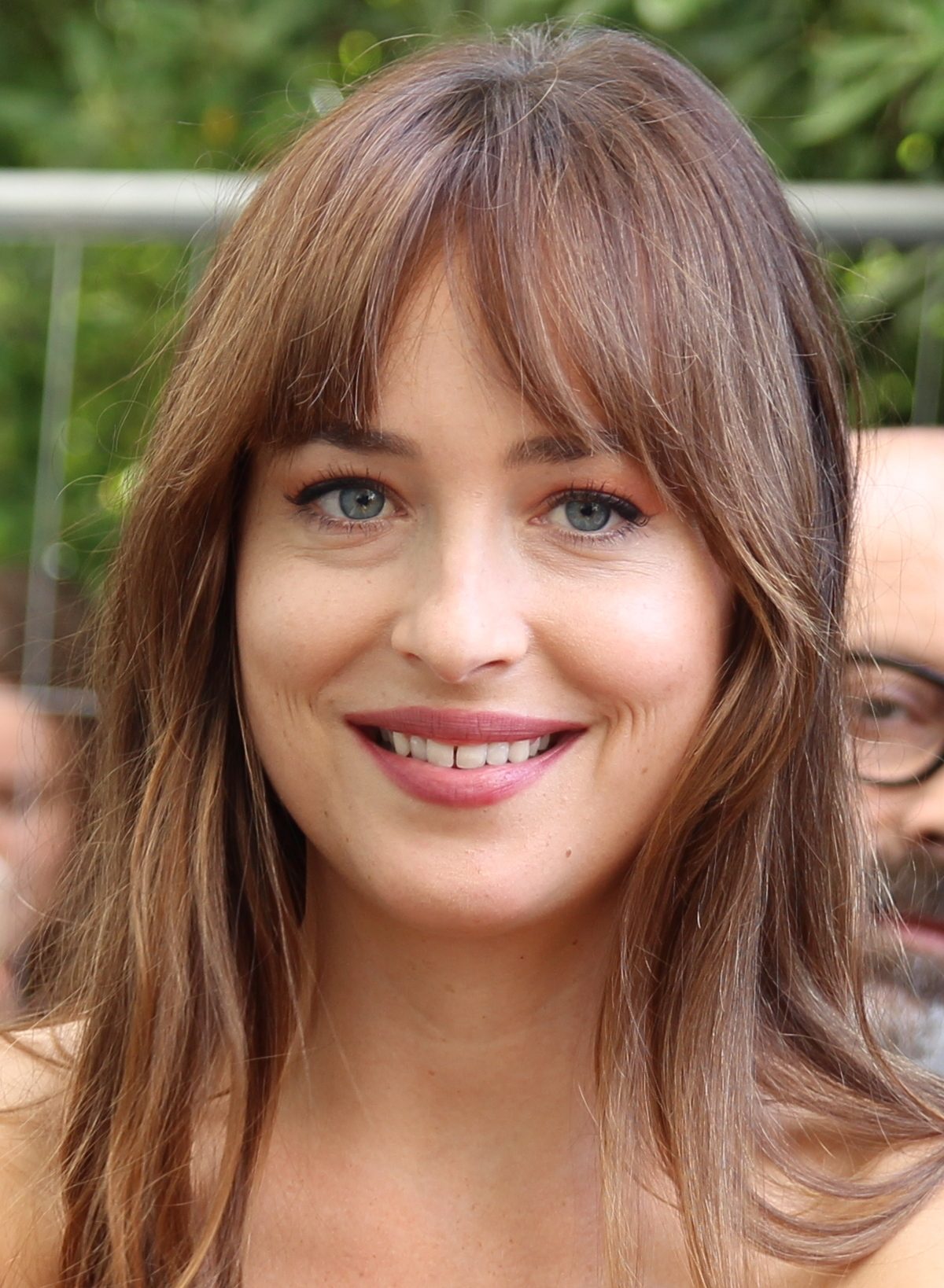
Dakota Johnson (2018)
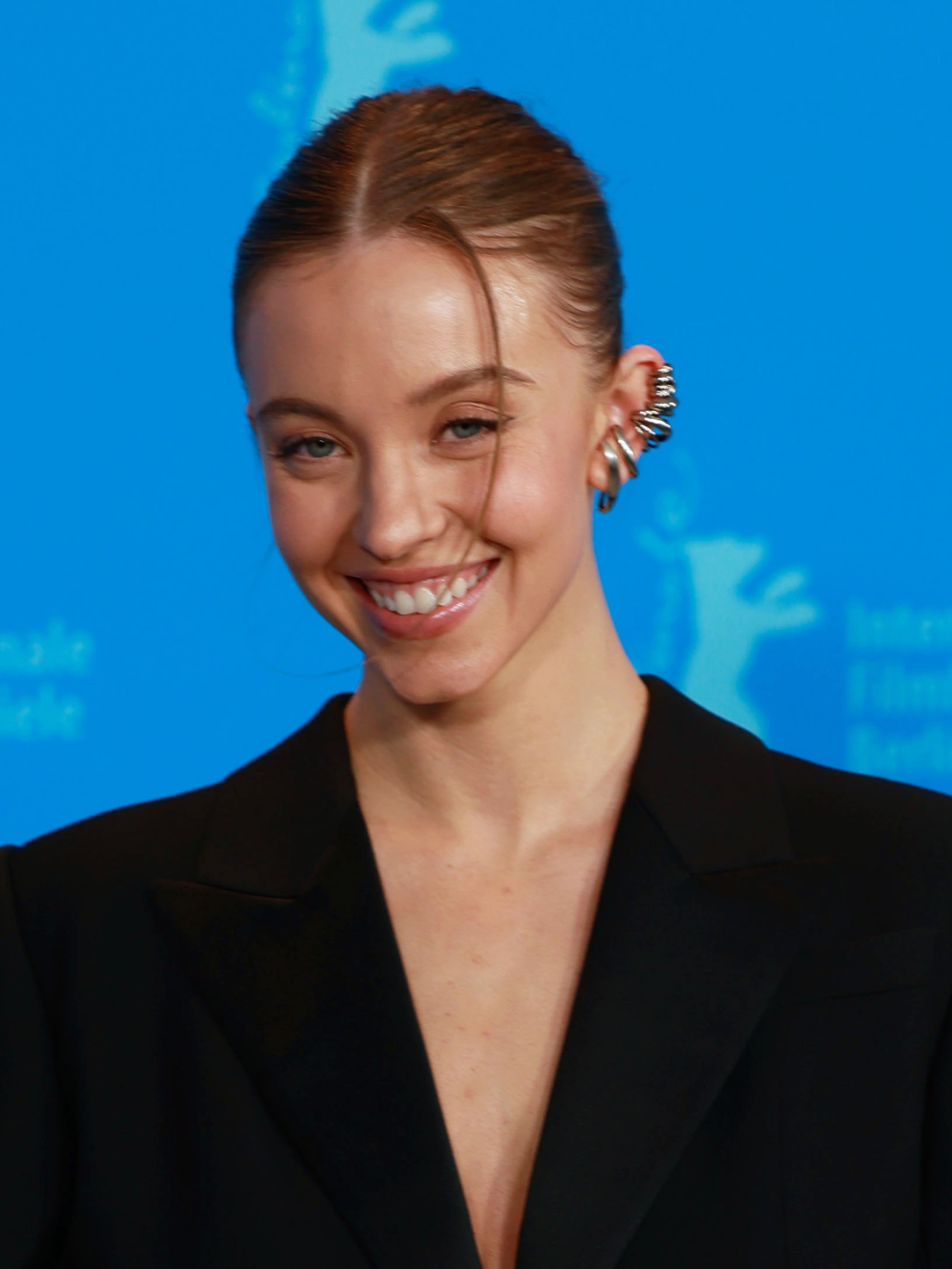
Sydney Sweeney (2023)
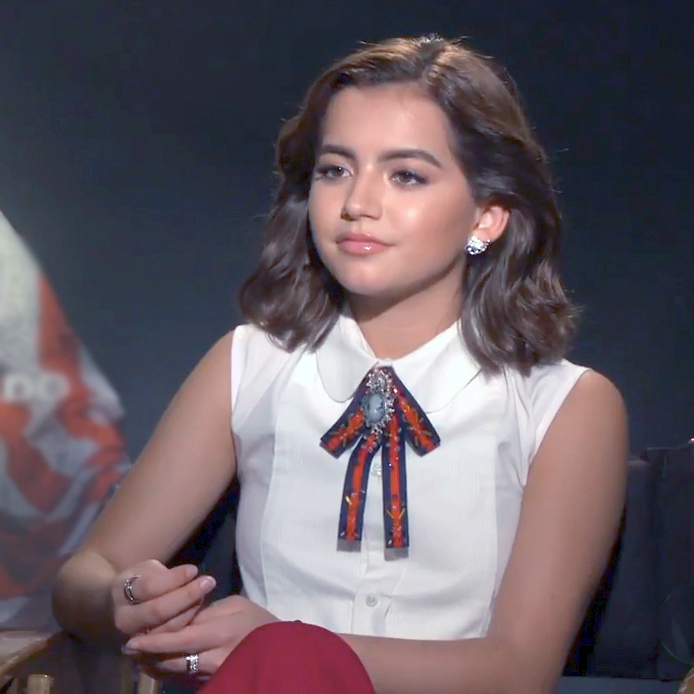
Isabela Merced (2018)
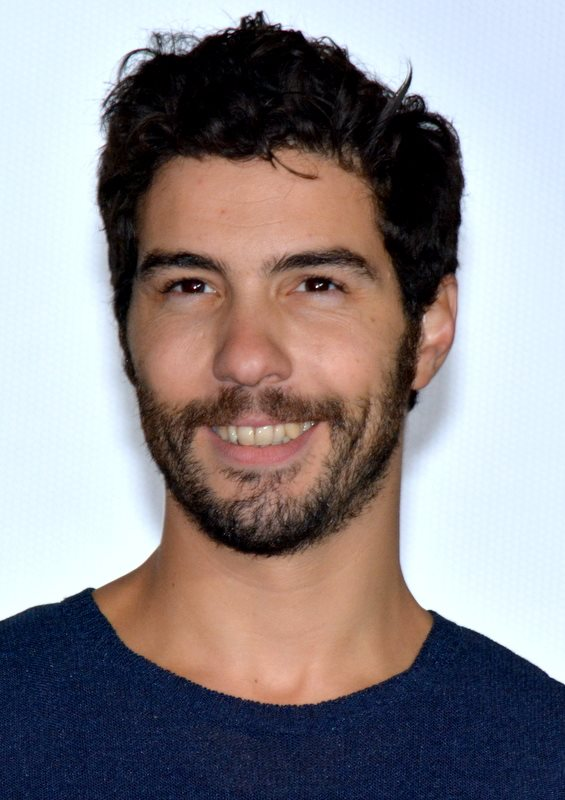
Tahar Rahim (2014)
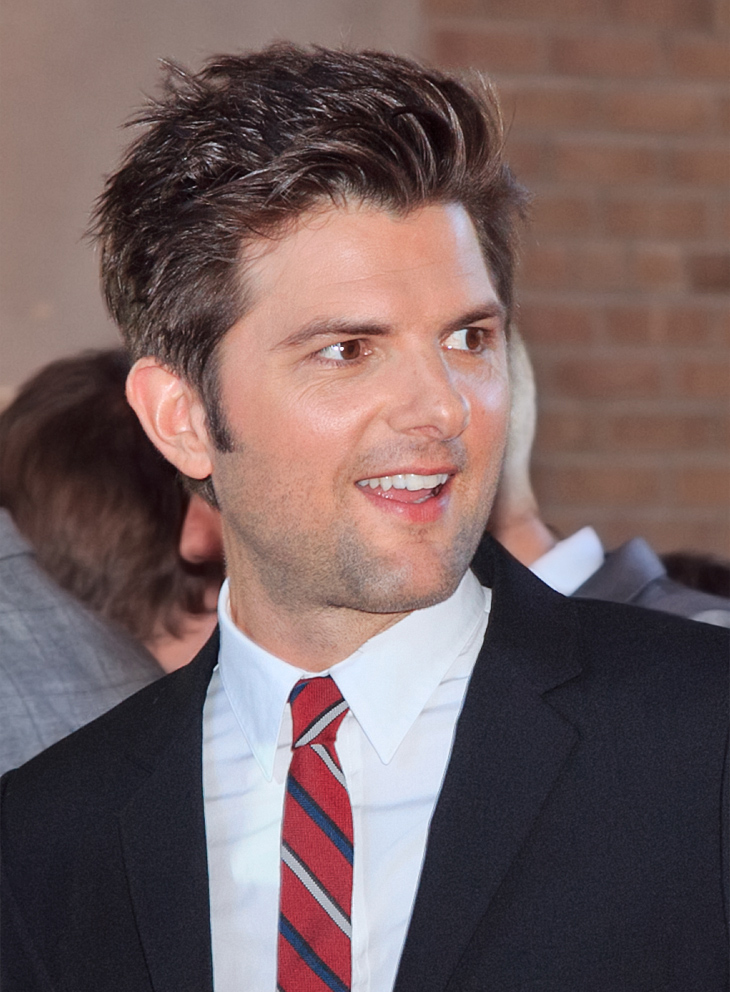
Adam Scott (2011)
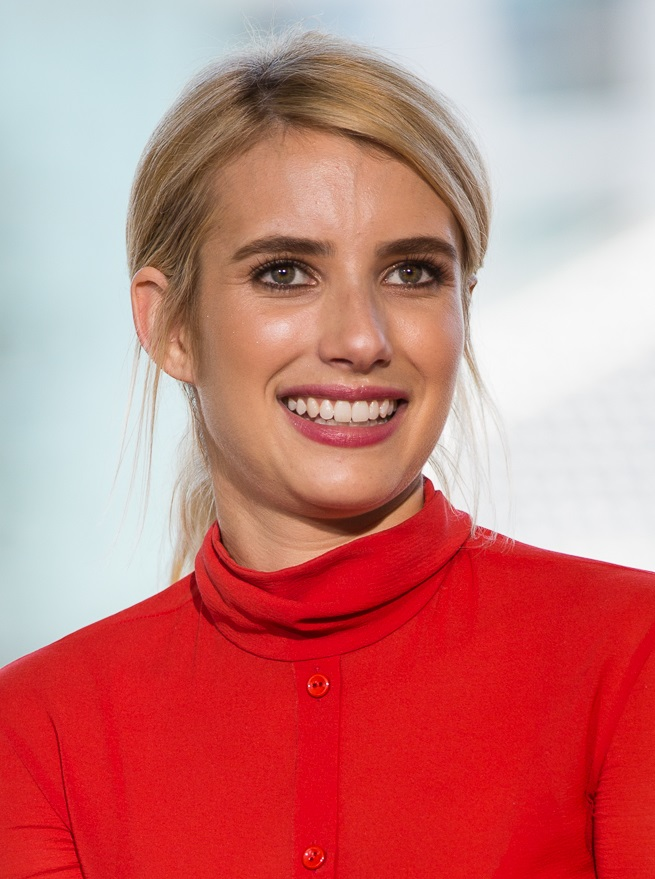
Emma Roberts (2016)
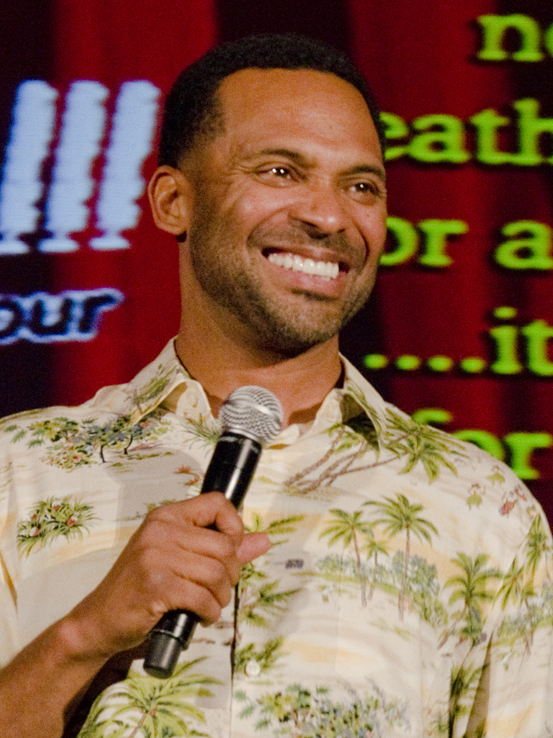
Mike Epps (2013)
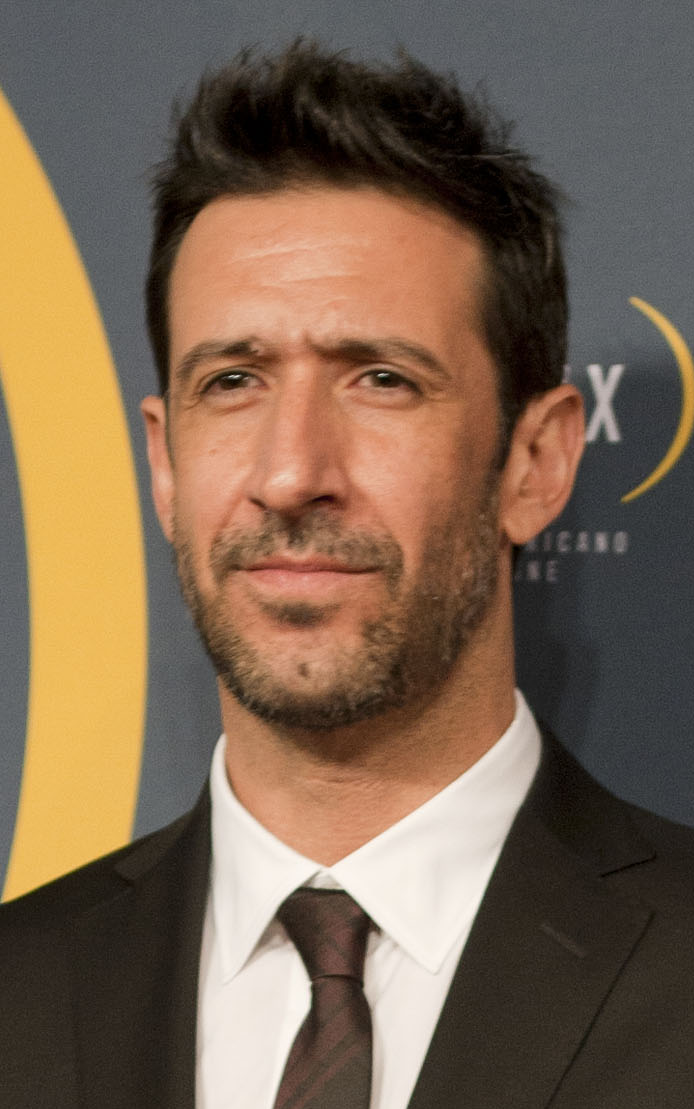
José María Yazpik
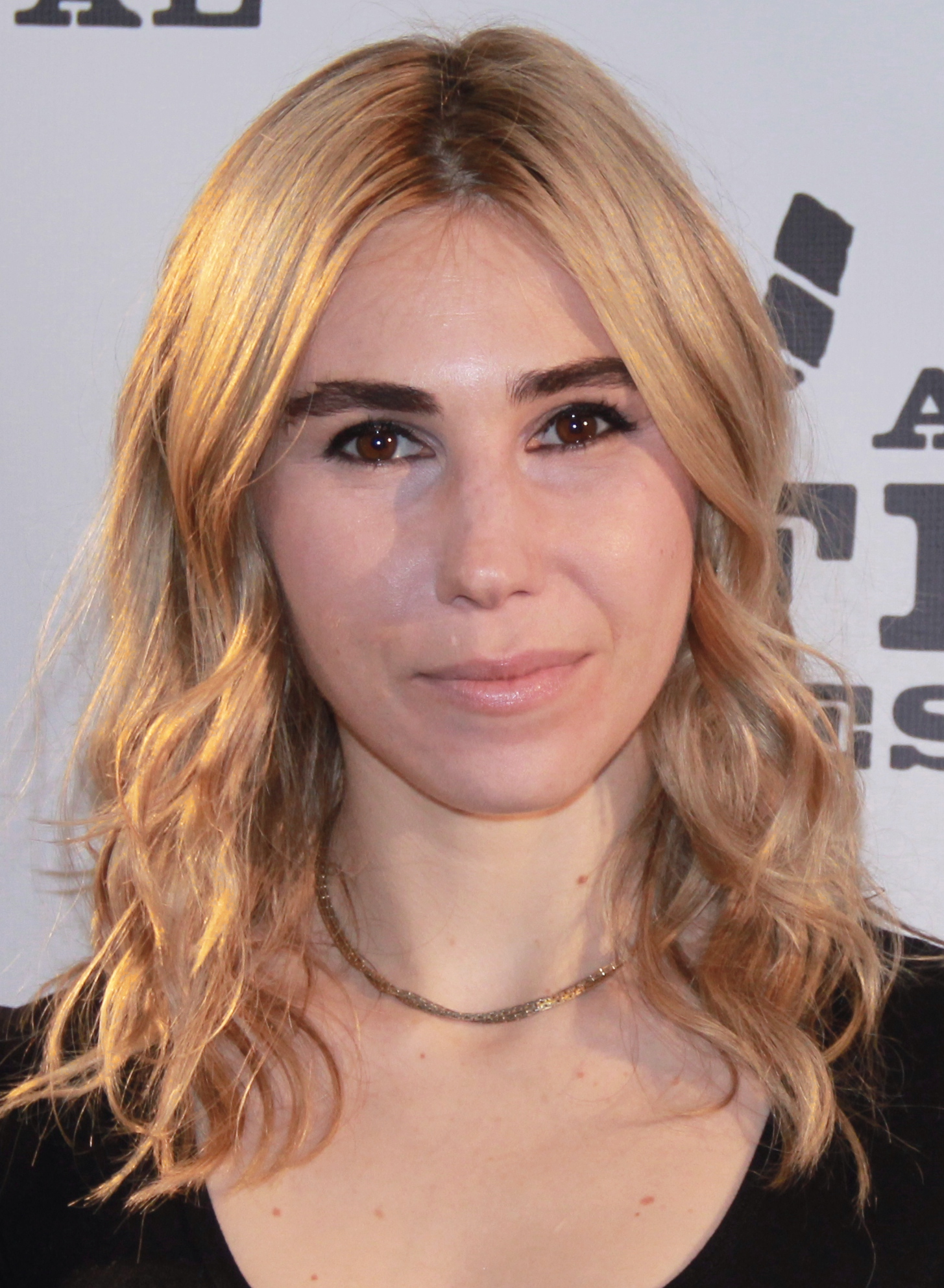
Zosia Mamet (2016)
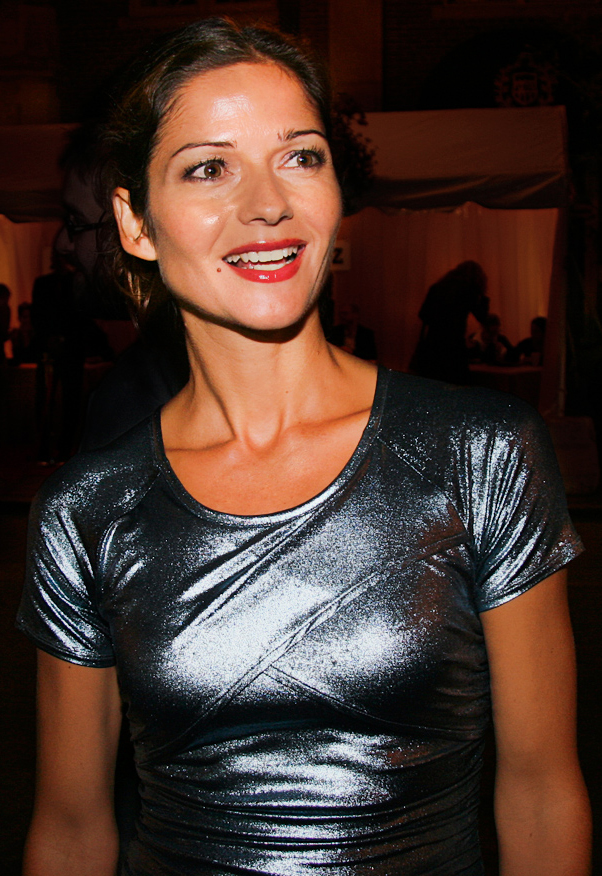
Jill Hennessy (2010)

Bereits 2019 wurden die Drehbuchautoren von Morbius (2022) damit beauftragt, ein Drehbuch zu einem Projekt über Madame Web zu schreiben, ehe im Mai 2020 konkrete Pläne von Sony Pictures Entertainment bekannt wurden, die S. J. Clarkson als Regisseurin vorsahen. Im Februar 2022 wurden sowohl Clarkson auf dem Regieposten als auch Dakota Johnson in der Titelrolle Madame Web bestätigt, nachdem vorher andere Schauspielerinnen wie Charlize Theron und Amy Adams in Betracht gezogen wurden. Anders als in den Comics handelt es sich beim bürgerlichen Alter Ego Cassandra Webb um eine junge Notfallsanitäterin, die erst nach einem Unfall ihre neuen Fertigkeiten erlangt, anstelle einer älteren Dame. Im März selbigen Jahres schloss sich Sydney Sweeney als Julia Cornwall der Besetzung an, während in den Folgemonaten Celeste O’Connor als Mattie Franklin, Isabela Merced als Anya Corazon, Tahar Rahim als Ezekiel Sims, Emma Roberts als Mary Parker, Mike Epps als O’Neil und Zosia Mamet als Amaria den Cast ergänzten. Kurz nach dem Beginn der Dreharbeiten wurde außerdem das Mitwirken von Adam Scott bekannt, welcher die Rolle des Ben Parker übernahm. Abgerundet wurde die Besetzung durch José María Yazpik als Santiago, Kerry Bishé als Constance und Jill Hennessy als eine Agentin von der NSA.
Das finale Drehbuch stammt von Claire Parker und Regisseurin Clarkson selbst, die vorherigen Autoren Matt Sazama und Burk Sharpless sowie Kerem Sanga erhielten dennoch einen Credit für ihre Arbeit. Als Produzent war Lorenzo di Bonaventura tätig.
Als Kameramann fungierte Mauro Fiore, für den Schnitt zeichnet Leigh Folsom Boyd verantwortlich. Die Musik zu Madame Web komponierte Johan Söderqvist, der bereits mit Clarkson bei der Miniserie Anatomie eines Skandals (2022) zusammenarbeitete.

### Dreharbeiten und Postproduktion
Die Dreharbeiten begannen unter den Arbeitstiteln Claire und Peru am 11. Juli 2022 in Boston, wobei das Finanzviertel als Kulisse für das New York City der 2000er Jahre diente. Im Anschluss wurde ebenfalls in Massachusetts, New York und Mexiko gedreht, wobei die Aufnahmen mit Sweeney bis zum 18. Oktober 2022 andauerten. Die Filmaufnahmen waren Ende des Jahres 2022 beendet.
Die Visuellen Effekte übernahmen die Unternehmen Digital Domain, beloFX, One of Us und Outpost VFX.

### Marketing
Ein erster Trailer wurde am 15. November 2023 veröffentlicht. Eine Dialogzeile von Darstellerin Johnson erntete dabei kurz nach der Veröffentlichung vereinzelt Spott und wurde infolgedessen in mehreren Memes verarbeitet.

## Synchronisation
Die deutschsprachige Synchronisation entstand bei Iyuno Germany in Berlin nach einem Dialogbuch und unter der Dialogregie von Björn Schalla.
| Rolle                          | Schauspieler      | Synchronsprecher  |
| ------------------------------ | ----------------- | ----------------- |
| Cassandra Webb / Madame Web    | Dakota Johnson    | Rubina Nath       |
| Julia Cornwall / Spider-Woman  | Sydney Sweeney    | Olivia Büschken   |
| Mattie Franklin / Spider-Woman | Celeste O’Connor  | Daniela Molina    |
| Anya Corazon / Araña           | Isabela Merced    | Jamie Lee Blank   |
| Ezekiel Sims                   | Tahar Rahim       | Nico Mamone       |
| Ben Parker                     | Adam Scott        | Kim Hasper        |
| Mary Parker                    | Emma Roberts      | Luisa Wietzorek   |
| O’Neil                         | Mike Epps         | Dietmar Wunder    |
| Santiago                       | José María Yazpik | Gerrit Hamann     |
| Amaria                         | Zosia Mamet       | Alice Bauer       |
| NSA-Agent                      | Jill Hennessy     | Anke Reitzenstein |
| Constance Webb                 | Kerry Bishé       | Lea Kalbhenn      |

## Veröffentlichung
Die Veröffentlichung war ursprünglich für den 7. Juli 2023 angepeilt, wurde jedoch im Juli 2022 auf den 6. Oktober 2023 verschoben. Zwischenzeitlich war die Veröffentlichung des Films am 16. Februar 2024 geplant, nun ist der Kinostart von Madame Web in den USA am 14. Februar 2024 in IMAX angekündigt.
Die Weltpremiere von Madame Web fand am 12. Februar 2024 im Regency Village Theatre in Los Angeles statt.

## Rezeption

### Kritiken
In den englischsprachigen Medien erntete Madame Web ein durchweg negatives Echo. Basierend auf der Auswertung von 260 Kritiken weist Rotten Tomatoes eine Positivquote von lediglich 11 Prozent aus, wobei eine durchschnittliche Bewertung von 3,4 von 10 Punkten zu Buche steht. Bei Metacritic erhielt Madame Web basierend auf 51 Kritiken einen Metascore von 26 von 100 möglichen Punkten. In der Internet Movie Database erhielt Madame Web 3,9 von 10 möglichen Punkten, basierend auf über 57.000 Nutzerstimmen.
Benjamin Lee kritisierte den Film in The Guardian als „dumb and schlocky as the worst of the genre“, die Effekte seien schlecht, die Dialoge „unfunny and inelegant“. Vor allem die Hauptdarstellerin Johnson sei in ihrer Rolle schlecht besetzt, ihre Darstellung wirke unmotiviert (disengaged). Außerdem übte er Kritik an der Produktplatzierung. Verwundert zeigte er sich über die Entfernung aller Anspielungen auf Spider-Man. Alles in allem handle es sich um „unholy mess“.

### Auszeichnungen
Goldene Himbeere 2025
- Auszeichnung als Schlechtester Film
- Auszeichnung für das Schlechteste Drehbuch (Matt Sazama, Burk Sharpless, Claire Parker & S. J. Clarkson)
- Auszeichnung als Schlechteste Schauspielerin (Dakota Johnson)
- Nominierung für die Schlechteste Regie (S. J. Clarkson)
- Nominierung als Schlechtester Nebendarsteller (Tahar Rahim)
- Nominierung als Schlechteste Nebendarstellerin (Emma Roberts)